# Schronisko PTTK „Pod Muflonem”

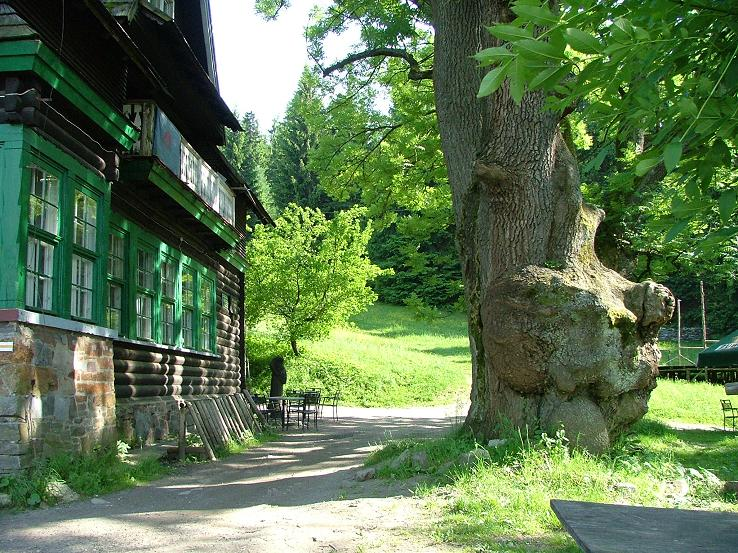
Jesion Bolko rosnący przy schronisku

Schronisko PTTK „Pod Muflonem” – schronisko górskie PTTK w Sudetach Środkowych, w Górach Bystrzyckich, w woj. dolnośląskim.

## Położenie
Schronisko położone jest na wysokości 690 m n.p.m., w północno-zachodniej części Gór Bystrzyckich na stoku Ptasiej Góry (745 m n.p.m.). Nazwa schroniska „Pod Muflonem” została nadana z powodu głowy muflona wiszącej w jadalni. Przy schronisku rośnie okazały stary jesion „Bolko” (pomnik przyrody). Z polany w okolicy schroniska oraz z tarasów widokowych rozciągają się widoki na Duszniki-Zdrój, Obniżenie Dusznickie i Góry Stołowe. Do schroniska prowadzi kilka szlaków turystycznych.

## Historia
Pierwsze schronisko w tym miejscu powstało w pierwszej połowie XIX wieku; przeobraziło się z farmy hodowlanej, początkowo była tu tylko restauracja, specjalizująca się w potrawach mlecznych. Pod koniec XIX wieku mleko straciło na znaczeniu, toteż obiekt stał się lokalem serwującym piwo. W tym samym czasie zaczęto przyjmować pierwszych gości, a przy schronisku istniał tor saneczkowy, rozebrany dopiero w latach 70. Po drugiej wojnie światowej obiekt należał początkowo do Orbisu, później został przejęty przez PTTK. W 1959 roku budynek strawił pożar, obiekt odbudowano w 1963 roku.

## Turystyka
Schronisko dysponuje 48 miejscami noclegowymi w pokojach od 2 do 6-osobowych.

## Szlaki turystyczne
Przy schronisku znajduje się węzeł szlaków turystycznych:
- Polanica-Zdrój – Wolarz – Schronisko PTTK „Pod Muflonem”,
- Karłów – Narożnik – Kopa Śmierci – Skały Puchacza – Łężyce – Duszniki-Zdrój – Schronisko PTTK „Pod Muflonem” – Biesiec – Schronisko PTTK „Jagodna” (Przełęcz Spalona),
- droga Szklary-Samborowice – Jagielno – Przeworno – Gromnik – Biały Kościół – Żelowice – Ostra Góra – Niemcza – Gilów – Piława Dolna – Góra Parkowa – Bielawa – Kalenica – Nowa Ruda – Przełęcz pod Krępcem – Tłumaczów – Radków – Skalne Wrota – Pasterka – Przełęcz między Szczelińcami – Karłów – Lisia Przełęcz – Białe Skały – Skalne Grzyby – Batorów – Skała Józefa – Złotno – Duszniki-Zdrój – Schronisko PTTK „Pod Muflonem” – Stare Bobrowniki – Nowe Bobrowniki – Szczytna – Zamek Leśna – Polanica-Zdrój – Przełęcz Sokołowska – Łomnicka Równia – Huta – Bystrzyca Kłodzka – Igliczna – Międzygórze – Przełęcz Puchacza.